# حقوق المرأة
حقوق المرأة هي الحقوق والاستحقاقات التي تطالب بها النساء والفتيات حول العالم. وقد تشكلت أسس حركة حقوق المرأة في القرن التاسع عشر، والحركة النسوية خلال القرن العشرين، في بعض البلدان تلك الحقوق لها طابع مؤسسي أو مدعوم من قبل القانون. والأعراف المحلية والسلوكيات، بينما في بلاد أخرى يتم تجاهل وقمع هذه الحقوق.
وهي تختلف عن المفاهيم ذات النطاق الواسع لحقوق الإنسان من خلال الادعاء بوجود تحيز تاريخي وتقليدي متأصل ضد ممارسة النساء والفتيات لحقوقه وذلك لصالح ممارسة الرجال والفتيان.
وتتضمن غالبًا القضايا المرتبطة بمفاهيم حقوق المرأة: الحق في السلامة الجسمانية، والاستقلال، وعدم التعرض للعنف الجنسي، والتصويت، وشغل المناصب العامة، وإبرام العقود القانونية، والحصول على حقوق متساوية في قانون الأسرة، الأجور العادلة أو المساواة في الأجور، والحقوق الإنجابية، والحق في الملكية، التعليم.

## التاريخ

### التاريخ القديم
بلاد ما بين النهرين
النساء في الحضارة السومرية القديمة كانوا قادرين على الشراء، التملك، البيع، ووراثة الممتلكات،  كما كانوا قادرين على الانخراط في التجارة،3 والادلاء بشهادتهم في المحكمة كشهود، ومع ذلك كان من الممكن لأزواجهم أن يطلقهم بسبب مخالفات بسيطة ، ويمكن للزوج المطلق أن يتزوج من امرأة آخري بشرط ألا تكون له ذرية من زوجته الأولى.
وكانت الآلهة الآناث ك«عشتار» تعبد على نطاق واسع. الشاعرة الأكادية إنخيدوانا (الكاهن العليا لعشتار وابنة الملك سرجون) هي أقدم شاعرة معروفة تم تسجيل اسمها.
في بابل القديمة كانت اللوائح القانونية تسمح للزوج بتطليق زوجته تحت أي ظرف من الظروف. لكن قيامه بذلك كان يتطلب منه أن يعيد لها كل ممتلكاتها وفي بعض الأحيان أن يدفع لها غرامة.
كانت معظم اللوائح القانونية تُحرم طلب المرأة الطلاق من زوجها وتفرض عليها نفس العقوبات التي تُفرض على المرأة الزانية، ومع ذلك فبعض القوانين البابلية والأشورية كانت تمنح النساء الحق ذاته في طلب الطلاق كالرجال، ويتطلب ذلك منهم دفع نفس الغرامة.

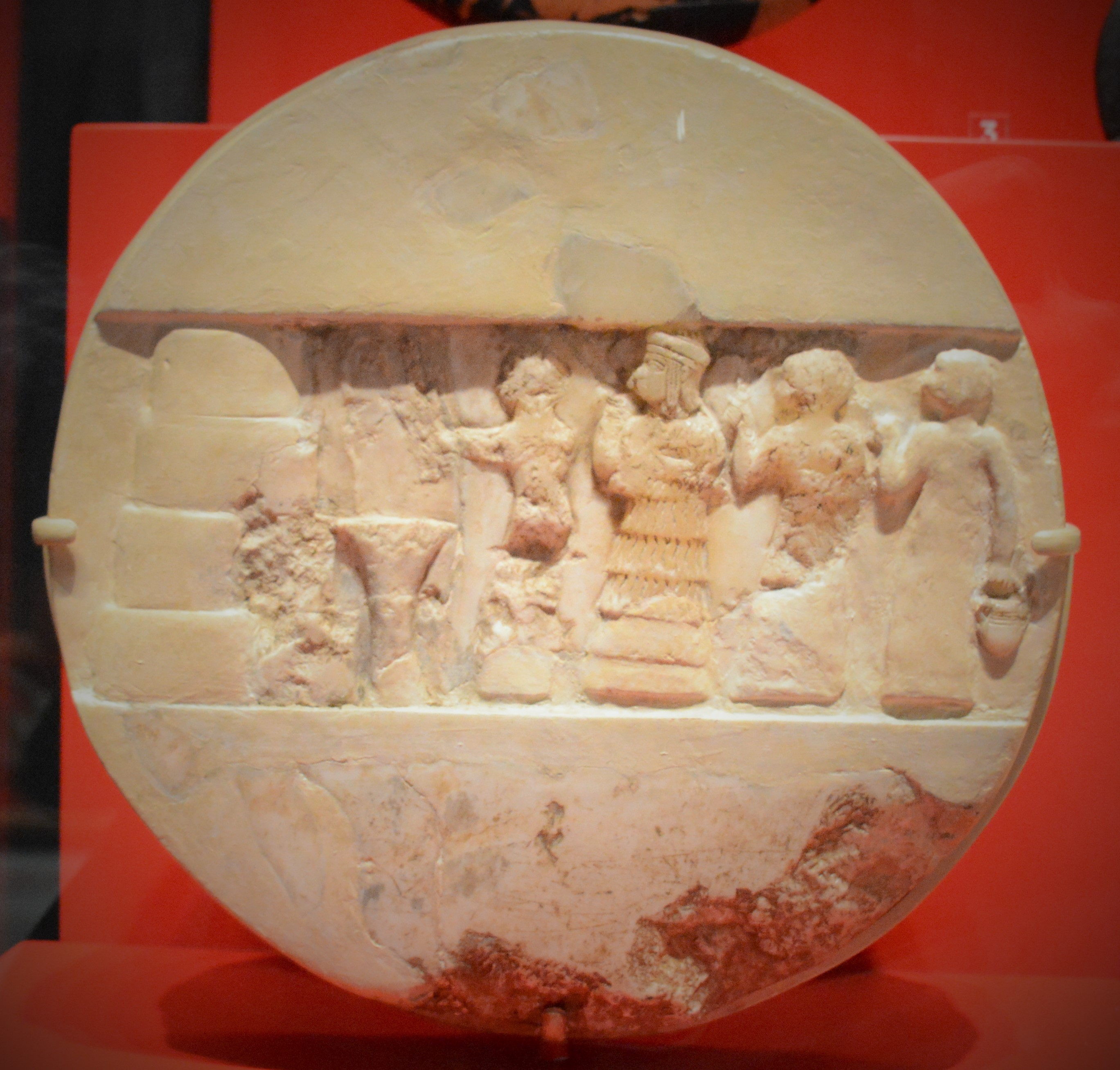
صورة سومرية قديمة تصور الشاعرة إنخيدوانا

غالبية آلهة دول لغات الشرق السامية كانوا من الذكور.

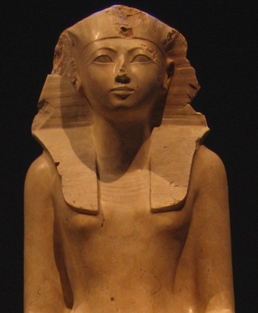
تمثال الملكة حتشبسوت معروض في متحف المتروبوليتان للفنون

مصر: في مصر القديمة تمتعت النساء بنفس الحقوق التي يتمتع بها الرجال وذلك تحت ظل القانون، ومع ذلك فإن استحقاق كامل الحقوق كان يعتمد على الطبقات الاجتماعية.
كانت الملكية العقارية تنتقل في جانب المرأة من الأم إلي الأبنة وكان للمرأة الحق في إدارة ممتلكاتها الخاصة.
النساء في مصر القديمة كانت لديهم القدرة علي الشراء، والبيع وأن تكون شريكاً في العقود القانونية، منفذًا للوصايا وشاهدًا في الوثائق القانونية، وكانت قادرة علي رفع الدعاوي القضائية، وتبني الأطفال.
الهند:
النساء في بداية العصر الفيدي تمتعوا بمكانة متساوية مع الرجال في كل جوانب الحياة  وتشير أعمال النحويين الهنود القدماء مثل: «باتانجالي» و«كاتانيا» إلي أن النساء قد حصلن على التعليم في العصر الفيدي القديم. وتشير النصوص الفيدية إلى أن النساء كُنّا يتزوجن في سن النضوج وربما كانت لديهم الحرية في اختيار أزواجهم، من خلال ممارسة تسمي سويفمارا أو في علاقة مباشرة تسمي زواج غانداهارفا.

## حياة المرأة في الأُمم المتمدنة قبل الإسلام
نعني بهم الأمم التي كانت تعيش تحت الرسوم المليئة المحفوظة بالعادات الموروثة من غير استناد إلى كتاب أو قانون كالصين والهند ومصرالقديمة وإيران ونحوها.
تشترك جميع هذه الأمم، في أنّ المرأة عندهم، كانت ذات استقلال وحرية، لا في إرادتها ولا في أعمالها، بل كانت تحت الولاية والقيومة، لا تنجز شيئاً من قبل نفسها ولا كان لها حق المداخلة في شؤون الاجتماعية من حكومة أو قضاء أو غيرهما.
وكان عليها أن تشارك الرجل في جميع أعمال الحياة من كسب وغير ذلك.
وكان عليها: أن تختص بأمور البيت والأولاد، وكان عليها أن تطيع الرجل في جميع ما يأمرها ويريد منها.
وكانت المرأة عند هؤلاء أرفهُ حالاً بالنسبة اليها في الأمم غير المتمدنة، فلم تكن تقتل ويؤكل لحمها، ولم تحرم من تملك المال بالكلية بل كانت تتملك في الجملة من إرث أو ازدواج أو غير ذلك، وإن لم تكن لها أن تتصرف فيها بالإستقلال، وكان للرجل أن يتخذ زوجات متعددة من غير تحديد وكان لها تطليق من شاء منهن، وكان للزوج أن يتزوج بعد موت الزوجة ولا حق لها في الغالب، وكانت ممنوعة عن معاشرة خارج البيت غالباً.
ولكل أمة من هذه الأمم مختصات بحسب اقتضاء المناطق والأوضاع: كما أن تمايز الطبقات في إيران ربما أوجب تميزاً لنساء الطبقات العالية من المداخلة في الملك والحكومة أو نيل السلطنة ونحو ذلك أو الازدواج بالمحارم من أم أو بنت أو أخت ء أو غيرها.
وكما أنه كان بالصين الأزدواج بالمرأة نوعاً من اشتراء نفسها ومملوكيتها، وكانت هي ممنوعة من الإرث ومن أن تشارك الرجال حتي إبنائها في التغذي، وكان للرجال أن يتشارك في أكثر من واحدة منهم في الازدواج بمرأة واحدة يشتركون في التمتع بها، والانتفاع من اعمالها، ويلحق الأولاد أقوي الأزدواج غالباً.
وكما أن النساء كانت بالهند من تبعات أزواجهن لا يحل لهن الأزدواج بعد توفي أزواجهن أبداً، بل إما أن يحرقن بالنار مع جسد أزواجهن أو يعشن مذللات، وهنّ في أيام الحيض انجاس خبيثات لازمة الاجتناب، وكذا ثيابها وكل ما لا مستها بالبشرة.
ويمكن أن يلخص شأنها في هذه الأمم: أنها كالبرزخ بين الحيوان والإنسان يستفاد الإنسان المتوسط الضعيف الذي لا يحق له إلا أن يمد الإنسان المتوسط في أمور حياته كالولد الصغير بالنسبة إلى وليه غير أنها تحت الولاية والقيومة دائماً.

### المرأة في العصر الفرعوني
وكانت للمرأة لدي قدماء المصريين منزلة كبيرة. فكانت تشارك زوجها في العمل في الحقل. كما كانت لها مكانة كبيرة في القصر الفرعوني، فكانت ملكة تشارك في الحكم وتربي النشأ ليخلف عرش أبيه الملك، كما كانت تشارك في المراسم الكهنوتية في المعابد.
في عهد الفراعنة في مصر كانت للمرأة حقوق لم تحصل عليها أخواتها في الحضارات السابقة، فقد وصلت للحكم وأحاطتها الأساطير. كانت المرأة المصرية لها سلطة قوية على إدارة البيت والحقل واختيار الزوج، كما أنها شاركت في العمل من أجل إعالة البيت المشترك. كان الفراعنة يضحون بامرأة كل عام للنيل تعبيرا عن مكانتها بينهم، إذ يضحى بالأفضل والأجمل في سبيل الحصول على رضى الآلهة. تعددت الآلهة لدي المصريين القدماء فكان منهم الذكور والإناث، منهن هاتور وإيزيس وموت وتفنوت، ونوت وغيرهم. وخلفوا لنا تماثيلا كثيرة تظهر فيها الزوجة متأبطة زوجها، علامة صريحة على الوفاء والود والإخلاص. كما ورد في النصوص الدينية لهم أن الزوجة تقترن بزوجها في العالم الآخر، كما يبين التراث المصري القديم في وثائق عديدة. وعندما تكون أعمالهما أعمالا طيبة في حياتهما فتمنح لهم في الآخرة حديقة يزرعونها سويا ويعيشون من ثمارها ويستمتعون بها، يساعدهم في ذلك خدم يسمون «مجيبون»، أي المُلبّونَ للأمر. ففي تصورهم أن العمل في حديقة «الجنة» لا يقترن بالتعب والعناء، إذ يمكنهم نداء خدم مخلصين يسمون «وجيبتي» أي المُجيبين أو المستجيبين فيساعدونهما في أعمال حياتهما الأبدية.

### المرأة عند الإغريق والروم
في العهد الإغريقي لم يكن للمرأة الحرة الكثير من الحقوق، فقد عاشت مسلوبة الإرادة ولا مكانة اجتماعية لها وظلمها القانون اليوناني فحرمت من الإرث وحق الطلاق ومنع عنها التعلم. في حين كانت للجواري حقوقا أكثر من حيث ممارسة الفن والغناء والفلسفة والنقاش مع الرجال.
في مدينة إسبارطة اليونانية كان وضع المرأة أفضل، فقد منحت المرأة هناك حقوق حيث حصلت على بعض المكاسب التي ميزتها على أخواتها في بقية المدن اليونانية وذلك بسبب انشغال الرجال بالحروب والقتال.
ومع تقدم الحضارة الإغريقية وبروز بعض النساء في نهاية العهد الإغريقي إزدادت حقوق المرأة الإغريقية ومشاركتها في الاحتفالات والبيع والشراء، ولم يكن ينظر للمرأة كشخص منفرد، وإنما جزء من العائلة وبالتالي فان الحقوق كانت على قيم مختلفة عما نعرفه اليوم ومن الصعب المقارنة على أسس القيم الحالية. ولكون المرأة جزء من العائلة فإن الأساس هو الحقوق التي تتضمن الانسجام والبقاء، لذلك كانت العائلة تخضع للرجل الذي يتولى حماية العائلة.
وفي العصر الرومي حصلت المرأة على حقوق أكثر مع بقائها تحت السلطة التامة للأب أو لحكم سيدها أن كانت جارية، أما المتزوجة فقد كان يطبق عليها نظام غريب إما أن تكون تحت سلطة وسيادة الزوج أو أن تعاشر زوجها وتبقى مع أهلها وسلطتهم. وقد تركت لنا الآثار الكثير من المعلومات التي تشير إلى أن المرأة كانت قاضيا أو كاهنا أو بائعا، ولها حقوق البيع والشراء والوراثة كما كان لديها ثرواتها الخاصة.

### فارس والهند والصين
أما في الصين فقد ظلمت المرأة ظلماً كبيراً فقد سلب الزوج ممتلكاتها ومنع زواجها بعد وفاته، وكانت نظرة الصينيين لها «كحيوان معتوه حقير ومهان»[بحاجة لمصدر].
وفي الهند لم تكن المرأة بحال أحسن فقد حرمة من جميع حقوقها، وأنها مادة الأثم، وكانت تحرق أو تدفن مع زوجها بعد وفاته.
وفي فارس منحها زرادشت حقوق اختيار الزوج وتملك العقارات وإدارة شؤونها المالية. كما لا زالت هذه المكانة المتميزة موجودة عند المرأة الكردية، التي تتمتع بحريات كبيرة وتقاليد عريقة. كما كان من الأمور الشائعة بين طبقة الأشراف والأغنياء في إيران القديم تعدد الزوجات، فلم يكن محدودا بعدد معين، ولا يشترط فيه أي شرط، ولا تتمتع جميعهن بحقوقهن الكاملة، بل تكون إحداهن صاحبة حقوق كاملة والبقية كخدمات. كما لا تملك البنت حق اختيار الزوج،
ولا لزوجة حق التصرف في أموالها بدون أذن زوجها، ولزوج أن يعير إحدى زوجاته لرجل آخر في نفس الوقت التي تكون فيها تابعة لزوجها الأول قانونياً ودينياً، وإذا انجبت من الثاني فإنهم يصبحون أبناء الأول

## النظرة إلى المرأة لدى الديانات

### الإسلام
أما في الإسلام فقد تحسنت وتعززت حقوق المرأة، وقد أعطى الإسلام المرأة حقوقها سواءً المادية كالإرث وحرية التجارة والتصرف بأموالها إلى جانب إعفائها من النفقة حتى ولو كانت غنية أو حقوقها المعنوية بالنسبة لذاك العهد ومستوى نظرته إلى الحريات بشكل عام وحرية المرأة بشكل خاص. كما أعطاها حق التعلم، والتعليم، بما لا يخالف دينها، بل إن من العلم ما هو فرض عين تأثم إذا تركته.

### المرأة العربية قبل الإسلام
وفي الجاهلية في جزيرة العرب فقد شاركت المرأة في الحياة الاجتماعية والثقافية، وفي نفس الوقت كان البعض يقوم بوأد البنات بسبب الفقر، وانتشرت الرايات الحمر وسبيت وبيعت واشترت، بالضبط كما بيع العبيد من الرجال. والمرأة كانت لها حقوق كثيرة مثل التجارة وامتلاك الأموال والعبيد، كما كان الحال مع خديجة زوجة الرسول محمد بن عبد الله. كما كان لها الحق في اختيار الزوج أو رفضه. وكان منهم الشاعرات المشهورات. كما تولت الكثير من النساء الحكم في بعض المناطق مثل الملكة زنوبيا في تدمر أو الملكة بلقيس في اليمن والملكة زبيبة في الحجاز.

### المرأة في الإسلام
لا يقتصر دور المرأة في الإسلام على كونها امتدادا للرجل، رغم أن بعض العلماء والمؤرخون يختزلون دورها نسبة للرجل: فهي إما أمه أو أخته أو زوجته. أما واقع الحال أن المرأة كانت لها أدوارها المؤثرة في صناعة التاريخ الإسلامي بمنأى عن الرجل. فنرى المرأة صانعة سلام (كدور السيدة أم سلمة في درء الفتنة التي كادت تتبع صلح الحديبية). ونراها محاربة (حتى تعجب خالد بن الوليد من مهارة إحدى المقاتلين قبل اكتشافه أن ذلك المحارب امرأة). ودورها في الإفتاء بل وحفظ الميراث الإسلامي نفسه.
ويتميز الإسلام في هذا المجال بمرونته في تناوله للمرأة. فقد وضع الأسس التي تكفل للمرأة العدل والحقوق. كما سنّ القوانين التي تصون كرامة المرأة وتمنع استغلالها جسديا أو عقليا، ثم ترك لها الحرية في الخوض في مجالات الحياة.
ومع ذلك فإن بعض العادات والموروثات الثقافية والاجتماعية تقف أمام وصول المرأة المسلمة إلى وضعها العادل في بعض المجتمعات الشرقية وليس العائق الدين أو العقيدة.
فمن ناحية العقيدة: حطّم الإسلام المعتقد القائل بأن حواء (الرمز الأنثوي) هي جالبة الخطيئة أو النظرات الفلسفية القائلة بأن المرأة هي رجل مشوّه. فأكّد الإسلام أن المرأة والرجل متطابقان في الحقيقة الإنسانية إلّا أنهما صنفان وذلك لحكمة إلهية كما أن آدم وحوّاء كانا سواء في الغواية أو العقاب أو التوبة. كما أن الفروق الفسيولوجية بين الرجل والمرأة لا تنقص من قدر أي منهما: فهي طبيعة كل منهم المميزة والتي تتيح له أن يمارس الدور الأمثل من الناحية الاجتماعية. وكل هذا منصوص عليه في الموروث الإسلامي والمصادر النقلية من الكتاب والأحاديث.

### تعدد الزوجات في الإسلام
لم يكن الإسلام هو الذي ابتكر تعدد الزوجات، فقد كان موجوداً في العالم قبل الإسلام بقرون، ولم يبطله لأنه يري أن بعض المشكلات التي تعترض المجتمع ينحصر حلها في تعدد الزوجات. لكن الإسلام أصلح عادة تعدد الزوجات، كما أنه أمر مباح في الإسلام وليس بواجب.
التحديد
إن أول إصلاح أدخله الإسلام على هذه العادة هو تحديدها، فقد كانت غير محدودة قبل الإسلام، وكان الشخص الواحد يستطيع أن يتزوج من مئة امرأة في آن واحد ويجعلهن حريم. وحين جاء الإسلام عيّن حدّاً أعلى لتعدد الزوجات، فلم يجز لأحد أن يتزوج أكثر من أربع في وقت واحد.
العدالة
الإصلاح الثاني الذي أدخله الإسلام على تعدد الزوجات هو العدالة، فلم يسمح ابداً بالتمييز بين النساء أو الأولاد. ويصرح القرآن الكريم بذلك قائلاً: ﴿وَإِنْ خِفْتُمْ أَلَّا تُقْسِطُوا فِي الْيَتَامَى فَانْكِحُوا مَا طَابَ لَكُمْ مِنَ النِّسَاءِ مَثْنَى وَثُلَاثَ وَرُبَاعَ فَإِنْ خِفْتُمْ أَلَّا تَعْدِلُوا فَوَاحِدَةً أَوْ مَا مَلَكَتْ أَيْمَانُكُمْ ذَلِكَ أَدْنَى أَلَّا تَعُولُوا ۝٣﴾. أي إذا لم تجدوا في أنفسكم الاطمئنان الكافي لتنفيذ العدالة فاقنعوا بواحدة
إن الإسلام اهتم بوضع شروط العدالة موضع التنفيذ إلى درجة إنه لم يجز للرجل والزوجة الثانية أن يشترطا حين العقد أن تكون للزوجة الجديدة حقوق أكثر من القديمة، وهذا يعني إن العمل بالعدالة في نظر الإسلام واجب لا يستطيع الرجل التهرب من أدائه بوضع شرط في العقد الجديد يقضي بخلاف مقتضى العدل. فلا الرجل ولا زوجته الثانية يملكان الحق في وضع مثل هذا الشرط المنافي للعدل في عقد الزواج. لكن الشيء الوحيد الذي تستطيع الزوجة الجديدة القيام به هو أن تتخلي عن بعض حقوقها هي، لكن ليس لها أن تشترط أن تكون لها حقوق تفوق حقوق الزوجة الأولي، كما أن للزوجة الأولي الحق ايضاً في التنازل عن بعض حقوقها برضاها، لكن لا يحق لها قانوناً أن تفرض ألا يكون لها حقوق.
و قد سئل الإمام الباقر (ع): هل يمكن للرجل أن يضع مع زوجته شرطاً، ألا يزورها إلاّ في النهار دون الليل أو يزورها مرة في الشهر أو أسبوع، أو أن يشترط عدم دفع نفقة كاملة أو متساوية مع زوجة الثانية إذا رضيت بذلك؟أجاب (ع) كلاّ، مثل هذه الشروط باطلة، وكل امرأة بموجب عقد الزواج تصبح ـ شاءت أم أبت ـ صاحبة حقوق كاملة كزوجة، إنما الشيء الذي لها هو أنه بعد ايقاع الزواج، يمكن للمرأة عملياً أن تتخلي عن بعض أو جميع حقوقها.

الشروط الأخرى لتعدد الزوجات
هناك شروط وواجبات أخري ـ غير شرط العدالة ـ يكلف بها الرجل كذلك. فكلنا نعلم أن الزوجة في كل حال تتمع بمجموعة من الحقوق المالية والجنسية تجاه الرجل، ولا يمكن للرجل أن يطرح حديث الزواج الثاني ما لم تتوفر لديه الإمكانات المالية الكافية. والحقيقة إن شرط التمكن المالي يرد حتى في الزواج الأول، ولكن ليس هذا مجال تفصيل ذلك. والإمكانات البدنية والجنسية شرط آخر وواجب ثالث يجب أن تتوفر في الرجل ليتمكن شرعاً من الزواج ثانية.
(الكافي) عن الإمام الصادق (ع) ما يفيد، إن كان رجل جمع عدداً من النساء ولم يتمكن من إرضاء غرائزهن الجنسية وسقطن في الزنا والفحشاء فإثمهنّ عليه.
اختلفت نظرة الشعوب إلى المرأة عبر التاريخ، ففي المجتمعات البدائية الأولى كانت غالبيتها «أمُومية»، وللمرأة السلطة العليا. ومع تقدم المجتمعات وخصوصا الأولى ظهرت في حوض الرافدين، مثل شريعة اورنامو التي شرعت ضد الاغتصاب وحق الزوجة بالوراثة من زوجها. شريعة مملكة اشنونا أضافت إلى حقوق المرأة حق الحماية ضد الزوجة الثانية. وشريعة بيت عشتار حافظت على حقوق المرأة المريضة والعاجزة وحقوق البنات غير المتزوجات. وفي الألفية الثانية قبل الميلاد عرفت قوانين حمورابي التي احتوت على 22 نصا من أصل 282 تتعلق بالمرأة.

### حق المرأة على زوجها
إن أعظم الناس حقاً على زوجها، وأعظم الناس حقاً على الرجل أُمه  وإن من حق المرأة على زوجها أن يسد جوعِها، وأن يستر عورتها، ولا يقبح لها وجهاً، فإذا فعل ذلك فقد أدي والله حقها  وقد سألت خولة النبي صلى الله عليه وسلم عن حقها من زوجها قال: أن يطعمك مما يأكل، ويكسوك مما يلبس، ولا يلطم ولا يصيح في وجهك 
من خلال هذه الأحاديث يتضّح لنا تأويل قوله تعالي «الرجال قوامون على النساء» أي بالتدبير والتعليم، وكما أنهم أنفقوا من أموالهم عليهن من المهر والنفقة، فكانوا قوامين بالقسط والعدل لا بالعدوان والظلم والقهر والتسلط؛ قال النبي (صلى الله عليه وسلم) خير رجال أمتي الذين لا يتطاولون على أهليهم، ويُحنونَ عليهم، ولا يظلمونهم ثم قرأ «الرجال قوامون على النساء»
و يؤكد الإمام زين العابدين (ع) الحقوق بعد أن يذَّكّر الزوج بنعمة السكن والأنس التي توفرها الحياة الزوجية مشيراً إلى حقوقها المعنوية كحق الإكرام والرحمة وأن الله جعلها لك سكناً وأنساً، فتعلم أن ذلك نعمة من الله عليك فتكرمها وترفق بها، وإن كان حقك عليها أوجب، فإن لها عليك أن ترحمها، لأنها أسيرك وتطعمها وتكسوها، فإذا جهلت عفوت عنها.

### حق الزوج على المرأة
فلو كان أحد ينبغي له أن يسجد لأحد لأمرت المرأة أن تسجد لزوجها، لما عظم الله عليها من حقّه رواه ابن ماجه (1853) وصححه الألباني في صحيح ابن ماجة،  ولكي تسير الحياة الزوجية في أمن وسلام لابد من القيادة والقيومة، لذا أول حق منحة الله تعالي للزوج هو حقّ القيومة«الرجال قّوامون على النساء» وهذا الحقّ استمدّه الرجل من تفوقة التكويني على المرأة، التي هي مبنية على الرّقة واللطافة، وهذا القيومة لا تبيح له التسلط والخروج عن دائرة المسؤولية إلى دائرة التحكم والتعسف تجاه المرأة، لأن ذلك يتصادم مع حقّ المرأة في المعاشرة الحسنة الذي أشار إليه القرآن «و عاشروهن بالمعروف» فالإسلام لايرتضي أن تستخدم هذه القيومة وسيلة لإذلال المرأة أو الانتقاص من مكانتها.
و بما أنّ المرأة ريحانة وليست بقهرمانة، لابدّ لها من حصنٍ لما قد يضرّ بنفسها ولا بد لها أيضاً لمن يمتلك الإرادة والحزم والتضحية وهذا هو الرجل. لذا ارتضت الصالحات بهذه القيومة قال تعالي «فالصالحات قانتات»
فالقيومة ليست التسلط وليست أن المرأة أسيرة الرجل، وإنما القيومة تعني توازن في الحقوق والواجبات كلّ حسب طبيعته تجاه مسيرة الحياة. فالأولي بكم أن تتعرفوا على حقوق المرأة في الإسلام بموضوعية وتجرد، وحينها وبالمقارنة ستعرفون بأنّ المرأة في ظلّ الإسلام عزيزة مكرّمة.

الحق الثاني: أن لا تتصدّق من بيته إلا بإذنه، فإن فعلت ذلك كان له لأجر وعليها الوزر وسئل الكاظم (عليه السلام) عن المرأة هل لها أن تعطي من بيت زوجها بغير إذنه؟ قال: لا إلا أن يحلّلها،
فإذا كان الرجل شحيحاً وبخيلاً فعليها أن تأخذ هي ولولدها بالمعروف؛ جاءت هند امّ معاوية إلى رسول الله (ص) فقالت: يا رسول الله، إنّ أباسفيان رجل شحيح، وإنّه لا يعطيني وولدي، فهل على جناح أن أنفق على عياله من ماله بغير إذنه؟ فقال النبي (ص) لا حرج عليك أن تنفقي عليهم بالمعروف.
و قال رسول الله (ص) لا تغششن أزواجكن. قيل وما غشّ ازواجنا؟ قال: أن تحابين أو تهادين بماله غيره.

الحقّ الثالث: أن لا تخرج من بيتها إلا بإذنه، وإن خرجت من بيتها بغير إذنه لعنتها ملائكة السماء والأرض وأن لا تصوم يوماً واحداً الاّ بإذنه إلاّ الفريضة فإن فعلت أثمت 

الحق الرابع: وأن لا تمنع نفسها وإن كانت على ظهر قتب أو كانت على التنور  وعليها أن تتطيّب بأطيب. طيبها، وتلبس أحسن ثيابها وتزيّن بأحسن زينتها، وتعرض نفسها عليه غدوة وعشية  وأن لا تمنع نفسها إلا من علّة  وأيّما امرأة باتت وزوجها عليها ساخط في حقّ لم تقبل منها صلاة حتي يرضي عنها.

الحق الخامس: وليس للمرأة أمر مع زوجها في عتق ولا صدقة ولا تدبير ولا هبة ولا نذر في مالها إلا بإذن زوجها إلا في زكاة أو بّر والديها أو صلة قرابتها  

الحق السادس: أن تحافظ على كرامته وصون أمواله، وعدم كشف أسراره وأن لا تخونه؛ قال: النبي (ص) في حجة الوداع: أيها الناس إن لنسائكم عليكم حقّاً ولكم عليهنّ حقّاً، حقّكم عليهن أن لا يوطئن أحداً فرشكم، ولا يدخلن أحداً تكرهونه بيوتكم إلا بإذنكم، وأن لا يأتين بفاحشة. 

الحقّ السابع: ومن حقّهِ عليها تنظيف البيت، وإصلاح الطعام، وأن تخاطبه بعبارات تدخل السرور على قلبه، وأن تستقبله بالبشر؛ قال النبي (ص) حقّ الرجل على المرأة؛ إنارة السراج، وإصلاح الطعام، وأن تستقبله عند باب بيتها فترحب به، وأن تقدّم إليه الطشت والمنديل وأن توضئه.

الحق الثامن: أن تطيعه ولاتؤذيه؛ قال النبي: أيما امرأة آذت زوجها بلسانها لم يقبل الله منها صرفاً ولا عدلاً ولا حسنة من عملها حتي ترضيه  وكذلك الرجل إذا كان لها ظالماً  وروي أنّ زوجته من الحور العين تقول: لا تؤذيه قاتلك الله إنما هو عندك دخيل يوشك أن يفارقك 
أمّا إذا لم تطعه فعليهِ أولاً بالقول والنصيحة، فإن لم يؤثر الوعظ والنصح فبالهجر، وإذا لم ينفع فبالضرب غير المبرح أي لا يكسر عظماً ولا يقطع لحماً؛ قال تعالي 
فإذا لم ينفع الكلام كان الهجر؛ قالت امرأة لرسول الله (ص): إنّي أتعطر لزوجي كأني عروس أُزفّ إليه، فآتيه في لحافه فيولّي عني، ثم آتيه من قبل وجهه فيولّي عني، فآراه قد أبغضني يا رسول الله، فماذا تأمرني؟ قال، اتقي الله وأطيعي زوجك.
و إني رايت بعض الأزواج يضربون زوجاتهم بالنعل والعصي دون مبرر بحجة أن يكون مطيعات ذليلات لهم؛ قال النبي (ص) إني أتعجب ممّن يضرب إمرأته وهو بالضرب أولي منها، لا تضربوا نساءكم بالخشب فإن فيه القصاص، ولكن إضربوهن بالجوع والعري حتي تربحوا في الدنيا والآخرة.
فمتي يكون الضرب إذن؟ يكون إذا كانت غير مطيعة بعد الوعظ والهجر أو إذا كان لتعليم الخير؛ قال رسول الله (ص) إضربوا النساء على تعليم الخير. وأن لا يكون ضرباً موجعاً.

## المرأة اليوم
| وقعت وصادقت انضمت إليها أو خلفت دولة منضمة أو موقعة دول غير معترف بها تلتزم بالمعاهدة | وقعت فقط لم توقع |

المشاركون في معاهدة السيداو
وقعت وصادقت
انضمت إليها أو خلفت دولة منضمة أو موقعة
دول غير معترف بها تلتزم بالمعاهدة
وقعت فقط
لم توقع

وأما في العصر الحديث فإن وضع المرأة في كل بلد تابع لسياسة هذا البلد أكثر من تبعيته لدين أهل هذا البلد بفارق كبير.
ففي البلدان الديموقراطية الغربية نجد المرأة قد حصلت على حرية تامة في كل مجالات الحياة، ففي الطفولة تتضمن الأنظمة العلمانية الديمقراطية معاملة متساوية بين البنت والصبي وتمنع التمييز على أساس الجنس، كما تقدم لهم الإمكانيات للتطور المتناسق والمنسجم. ومن عمر الثامنة عشر يحق للمرأة الانفصال عن أهلها، تماما مثل الشاب، ويعتبرها القانون فردا حرا وبالغا. ويحق للمرأة العمل لإعالة نفسها وعائلتها، كما يحق لها الحصول على دعم المجتمع وحمايته الاجتماعية. وتحصل على كل المؤهلات من دراسة وتطوير للوصول إلى نفس مستويات الإبداع عند الرجل. وبالرغم من ذلك فما زالت هناك إحصائيات مثيرة عن العنف ضد المرأة في الغرب ففي فرنسا وحدها تموت أكثر من 3 نساء شهرياً نتيجة لهذا العنف. مما يشير بوضوح أن الإرث التاريخي لاضطهاد المرأة لم يتخلص الغرب منه حتى الآن. وتهتم الحركة النسوية في الغرب بقضايا مثل حق المرأة في الإجهاض وتنخرط في جدل الإجهاض الدائر في تلك المجتمعات.
أما في البلدان العربية فبالرغم من أن دساتير معظم هذه الدول تنص على الحقوق التي كفلها الإسلام للمرأة، وأحيانا أكثر من ذلك عند البلدان التي تبنت بعض الأنظمة العلمانية، كمنع تعدد الزوجات في تونس بموجب مجلة الأحوال الشخصية. فلا زال وضع المرأة مماثلا لوضعه التاريخي المتخاذل خلال العصور السابقة، بسبب الموروث الثقافي المهين عن المرأة وبسبب التمييز القانوني والفيزيائي بالرغم من المطالبات بتعديل القوانين التي تنتهك حقوق المرأة كقوانين جرائم الشرف. كما تشير الإحصائيات إلى أن معدلات العنف ضد المرأة في البلدان ذات التشريع الإسلامي، مثل السعودية، لا تقل عن مستوياتها في البلدان الأخرى.

## المرأة الأم
تتمتع المرأة في العالم الإسلامي باحترام وحب كبيرين من جهة زوجها وأبنائها من بنات وبنين. وبينما لا تختلف مكانة المرأة في تلك الناحية من بلد إلى بلد حيث تنتشر المجتمعات المسلمة في أنحاء كثيرة على الأرض، يصبغها الدين الإسلامي بالخلق الكريم العطوف المتفاني وهو الذي يشكل مجتمعها، إلا أن ما تحصل عليه المرأة من حقوق تختلف من بلد إلى بلد بحسب ثقافة مجتمعها وعادات أهلها المتوارثة.
ولكن على وجه العموم تتمتع المرأة الأم بأقصى حب وتقدير من أبنائها كبارا وصغارا، فهي التي تربيهم وتشكلهم لحياة كريمة ناجحة فيما بعد. يقدرها إبنها القائد العسكري والأستاذ الجامعي، وقد يقبلا يداها أحيانا، كما يحبها ويقدرها إبنها المهندس والطبيب والمدرس والعامل والفلاح البسيط والبدوي، ويرون فيها نبع الماء الصافي الذي يُبصر بطريق الحق والخير والتسامح والنماء. فهي التي تشكل النشأ من صغره وتعلمه الخلق الحسن الكريم وعدم الكذب، واحترام الكبار، وتؤازره على أداء الواجبات المدرسية وتحثه على اكتساب المعرفة والعلوم وتعلمه النظام. فهي في ذلك تؤهله لكي يكون فردا مفيدا في المجتمع، يساعد بعمله وعلمه على رقي بلده وتقدمها، متحليا بالأمانة والخلق الحسن والإخلاص للآخرين.

## حقوق المرأة
حقوق المرأة هو ذلك الاسم الذي يشتمل على كافة الحقوق الاجتماعية والاقتصادية والساسية والقانونية التي تمتلكها النساء بشكل مساو مع الرجال.
اكتسب مفهوم حقوق المرأة أهمية خاصه في القرن 19. ويقوم عدد كبير من المؤسسات والمنظمات المختلفة في جميع أنحاء العالم بعمل دراسات من أجل القضاء على كافة المشاكل وأشكال التمييزالتي تواجهها النساء. وعلى رأس المشاكل التي تواجهها النساء ما سنسرده على النحو التالي:
1. التفرقة العنصرية الموجهة ضد النساء في الحياة العملية والدراسيه.
2. ترك النساء في جميع أنحاء العالم كخطة ثانية أو حرمانهم من حق التعليم والتعلم.
3. قيام كثير من الدول بالتفرقة بين النساء والرجال في إطار التنظيم القانونى. وبالأخص التي تطبق التمييز العنصرى بين النساء في حقوق الميراث وترتيبات الحقوق المدنية.
4. الاعتراف بحقوق النساء واختيار الزوج والزواج والطلاق والحقوق المدنية الأساسية الأخرى في كثير من المناطق بالعالم.
5. لم يُتَخَلَّصُ حتى الآن في الدول الحديثة من العنف الجسدي والاضطهاد النفسي ضد المرأة بشكل كامل.

## القضايا المتعلقة بوضع المرأة في العالم
1. اعتبارا من يناير عام 2009 بلغ عدد سكان العالم ما يقرب من 6,8 مليار.[46] يبلغ معدل الإناث 49,7%. وذلك يعنى أن أكثر من 3 مليارات شخص من الإناث.
2. قْتل 70% من ضحايا جرائم القتل من الإناث من قبل أزواجهم أو اصدقائهم.[46]
3. تتعرض امرأة من كل ثلاث نساء في العالم للعنف في إحدى فترات حياتهم.
4. تقع امرأة من كل خمس سيدات ضحية للاغتصاب أو محاولة الإغتصاب.
5. عندما تتعرض امرأة للتجاوز كل 90 ثانيه في الولايات المتحدة الأمريكية، بجانب قبيل وعقب الحرب في العراق منذ أبريل عام 2003، فقد جاء في تقرير منظمة حقوق الإنسان أن 400 إمراة على الأقل قد تعرضوا للاغتصاب.[47]
6. تم ختان أكثر من 135 مليون امرأة على مستوى العالم ولاسيما في أفريقيا.
7. هناك امرأة من كل إمرأتان من بين ال 280 مليون شخص في العالم العربى ْأميون.[48]
8. في المملكة العربية السعودية عام 2010 حصلت المرأة على حق التصويت.
9. في الوقت الذي توجد فيه قوانين عنصريه ضد المرأة ف 54 دولة من دول العالم، جاء«الدفاع عن الشرف» في القوانين الجنائية لبيرو وبنغلادش والإكوادورو مصر وغواتيمالا وإيران وإسرائيل والأردن وسوريا ولبنان وفنزويلا. وفي إيران ليس هناك حق للمراة في الطلاق إلا في حلات إستثنائيه.
10. يطبق الجزاء بالرجم على المرأة والرجل الذين يرتكبون فاحشة الزنا في بعض المواقف في الدول التي ْتحكم بالشريعة الإسلاميه.
11. في العالم أجمع هناك 75% يعملون بمجال الصحة.
12. المعدل النسائى في الحياة السياسية والعملية في العالم منخفض بشكل ملحوظ حتى في الدول النامية.[47]
13. تنقل المرأة في الدول النامية 20 لترا من المياه يوميا لمسافة 6 كم.[46]
14. مخاطر وفاة النساء الحوامل في إفريقيا تمثل الضعف عن أوروبا الغربية.[46]
15. تمثل النساء الفقيرة 1,2 مليار أي بمعدل 70%.[46]
16. تمثل النساء اللاجئات نسبة 80%.[46]
17. تمتلك النساء 1% فقط من الأراضى في العالم.[46]
18. النساء المحرومات من حق التعليم ولم يتعلموا القراءة ولا الكتابة يمثلوا أكثر من مليار امرأة من 2\3 النساء البالغات.[46]
19. %42 من مستخدمى الإنترنت من النساء.[46]
20. تمثل المرأة 305 من خريجى الجامعات في مجالات العلمية والتقنية في بلدان منظمات التعاون والتنمية.[46]
21. تمثل النساء 10% من اللاجئين في الولايات المتحدة الأمريكية.[46]
22. تمتلك النساء حصيلة تقدر ب 14 تريليون دولار من الوجود المالى على مستوى العالم.[46]
23. عدد النساء الذين يؤسسون للعمل في اليابان وبيرو فقط يفوق عدد الرجال.[46]
24. تتصدر النساء الموضوعات الخبرية أو التقارير الصحفية بنسبة 21%.[46]
25. على الرغم من ان 1\3 النساء من الصحفيين، فإن 1% فقط من النساء إما رؤساء قسم أو رؤساء تحرير أو أصحاب عمل.[46]
26. يرى أن عدم المساواة بين أعلى دخل للجنسيات في الاتحاد الأوروبى في قبرص وإستونيا وسلوفاكيا يقارب 25%.[46]
27. تكتسب النساء التي انتهت جامعتهم الجديدة بأموال أقل بنسبة 20% عن الرجال.سيصل هذا الفرق إلى 31% خلال 10 سنوات.[46]
28. زاد عدد النساء النواب في العالم بين عامى 1945-1995 لأربعة اضعاف. يُطَبَّق التمييز الإيجابى على النساء في بعض الدول من اجل زيادة عدد النواب من النساء في المجلس.[46]

## الحياة العملية
تعانى النساء سواء التي تحتاج إيجاد فرص عمل والتي تمت إقالتها نتيجة للظلم والاضطهاد. يُدْفَع معاش أقل للنساء في بعض الأعمال عن الرجال الذين يعملون العمل ذاته.فعلى سبيل المثال، في عام 2009 أثر الركود الإقتصادى العالمى على كثير من النساء العاملات. وفي الوقت الذي يزداد فيه عدد العمال في الأعمال على نحو مضادللركود الإقتصادى، تم إقالة النساء العاملات من العمل في المقام الأول. الامر الذي أدى إلى توقيع إتفاقيات بعدم فصل النساء عن العمل لمنع دفع ضمانات في بعض المجتمعات التي تقلل من شأن المرأة. ووفقا للدراسة التي أجريت في 10 دول في أسيا وأمريكا الجنوبية فإنه يمكن للمرأة إيجاد عمل في كثير من الأحيان في مجالات دون الأمن الوظيفي، ويحاول العاملون المهاجرون من المناطق الريفية إلى المدن الحصول على الأجرة التي حصلوا عليها من عملهم اليومى.

## العنفضد المرأة
تتعرض امرأة من كل ثلاث نساء في العالم للعنف مرة واحدة على الأقل في المنزل طوال حياتهم.مصدر هذا العنف عادة ما يكون بسبب الزوج أو الحبيب. معدل العنف ضد المرأة في تركيا مرتفع للغاية مقارنة بالدول المتقدمة. يزداد معدل النساء الذين يتعرضون للعنف وبخاصة في الضواحى-المناطق النائية- حتى يصل إلى 97%. وأمام تعرض المرأة للعنف فلن يكون كعائق إقتصادى أو ثقافي.تتعرض النساء بغض النظر عن مستواياتها الثقافية لعنف بدنى وجنسى وتحرش وبغاء قسرى وزواج جبرى وجرائم شرف وعمل إجبارى وقيود تعليمية وما إلى ذلك العديد والعديد من أنواع العنف. وفي الدراسة التي أجريت في تركيا يظهر ان النساء الذين يتعرضون لعنف منزلى يمثلون 49,9%.

## جرائم الشرف
في بعض الدول النامية مازالت تحدث حتى الآن جرائم الشرف والغريب في الأمر انها تقبل بشكل طبيعى. انتشار جرائم الشرق في المجتمعات التي تستمر حياتها بشكل قبلى خاصة في جنوب أسيا ودول الشرق الأوسط.إذا ارتبطت جرائم الشرف بالإسلام، فإنها تصادف جرائم الشرف في المجتمعات المسيحية وبعض الدروز وخاصة في الدول العربية.عندما تعامل جرائم الشرف وعلى رأسها الزنا، فمن المحتمل ان َتقتل النساء الذين يتعرضون لتجاوزات ومن لم يرغبن منهم بالزواج أو يرغبن في الطلاق وذلك من قبل أقربائهم أو أزواجهم.في هذه المجتمعات لم يطبق الجزاء والظلم لحقوق النساء على الرجال الذين يرتكبون «القباحات» ذاتها. يمثل إلقاء الرجال للحامض على وجوه النساء كنوع من الانتقام في الدول الجنوبية لأسيا مثل بنغلادش والهند وباكستان وأفغانستان وكمبوديا أكثر الجرائم الشائعة. ووفقا لمنظمة الناجيين من الحامض في بنغلادش فتمثل المرأة والأطفال 70% ممن يعانوا من الهجوم بالحامض. والنساء أقسام قسم يمثل 705 وقسم 30% وأخر للشباب تحت 18 عاما.أسباب إلقاء الحامض هي الغيرة والعنف المنزلى والمهر والنزاعات على الأراضى. ويتسبب الحامض المتاح بسهولة في حروق شديدة للضحايا، ويدمر الوجه والجسد. وتحدث كل هذه الجرائم من الرجال ولكن من الممكن أن يجلب 105 منهم فقط ويمثلوا أمام القانون.

## الثامن من مارس اليوم العالمى للمرأة
أصبح يوم الثامن مارس ذلك اليوم الذي بدأ برغبة النساء العاملات في الولايات المتحدة الأمريكية عام 1857 بحياة أكثر إنسانية والصراع ضد عدم المساواة والتمييز وشروط العمل الطويلة وغير الإنسانية هو اليوم الذي تحتفل فيه جميع النساء في العالم. ومنذ عام 1857 أُقِرّ هذا اليوم َيحتفل به في بعض دول العالم كونه يوم السلام العالمى وحقوق المرأة في الاجتماع العام للأمم المتحدة في عام 1977 وتم قبول إعطاء الحقوق للمرأة التي ستعزز من شأن السلام العالمى.هكذا بدأ الاحتفال بالثامن من مارس " كيوم المرأة العالمي" في الدول الأعضاء بالأمم المتحدة.أصبح الثامن من مارس هو اليوم الذي حصلت فيه النساء على حقوقها التي لا يمكن الاستهانة بها حتى يومنا هذا والتي أظهرت التزامهم في التعبير عن مطالبهم وتطلعاتهم منذ نهاية القرن 19. َيرى الصراع الذي بدأته النساء من أجل حياة أكثر مساواه وأكثر ملائمة للعيش هو الدعم والصدى في جميع قطاعات المجتمع.توصلت حقوق الإنسان الدولية في تلك الأيام لسياسات تقضى بأن جميع الأشخاص لن يقبلوا بالتمييز -العنصرية- وفقا للنوع وأنهم جميعا لديهم الحق في إطار امتلاكهم لفرص متساوية دون أي تمييز لحرياتهم الأساسية وحقوق إنسانيتهم التي َولد بها الإنسان بحرية ومساواة.

## حقوق المرأة في أوروبا

### المطالب الأولية
أثناء الثورة الفرنسية َاتخذت الخطوات الأولى للمشاركات النسائية بالسياسة بنشر أوليمب دى جوجيس عام 1791 لإعلان حقوق النساء. وأثناء ثوراتهم عام1831 و 1848 عندما طالبت النساء في فرنسا بحق الانتخاب فقد جاءت امرأة في إنجلترا أيضا ومثلت أولى خطوات الخروج من أجل مطالبهم عام 1832. بخلاف هؤلاء فقد أعلنت النساء في الدول الإسكندنافيه عن حقوقها السياسية في بداية أعوام 1880. وفي مقابل ذلك فقد ظهرت أولى المطالب في أوروبا الوسطى عقب عام 1900 وعقب الحرب العالمية الأولى في بعض دول البحر المتوسط.
بدء تشكيل حركة حقوق المرأة:
1. قوانين حق الانتخاب التي تتجاهل النساء وتعود بالنفع على عمل الرجال فقط.
2. إن الأقلية من النساء المتميزات مقل الموجودات في إنجلترا والنمسا يؤول لهم الحق في اختيار القانون الذي َتنظم به الانتخابات.
3. أصبحت المرأة العاملة التي لم تحصل على حقوقها السياسية في الوقت ذاته وليس حقوقها الوطنية فقط تعمل على تعزيز حركاتها.

في الدول الأوروبية التي تحكمها دول روسيا والنمسا وبروسيا لم تتطور الحركة النسائية المستقلة. فهناك اكتسبت أولوية الحرب بشكل أكثر استقلالية عن حقوق المرأة.

## استراتيجيات وأساليب الحرب
أعلنت النساء في كافة الدول مطالبها في الصحف والنشرات الإخبارية بشكل أولي. بل والأكثر من ذلك فقد توجهوا لعلاقات أكثر قرباً مع الشعب وكذلك الضغط مع مبادرات تشريعية. تحاول النساء في الدول البروتوستانتية تشكيل قائمة بإمضاءات المدافعين عن حقوقهم. وذلك من الممكن أن يكون قد أظهرته رابطة حقوق المرأة في أيسلندا عام 1907 بأن إحدى عشر ألف امرأة قد حصلوا على عدد الرجال الذين لهم الحق باختيار النساء بتوقيعهم. في دول مثل إنجلترا وهولندا فقط، أقيمت احتجاجات ومظاهرات مع بدايات القرن 20.عملت القصص الخيالية والمسرحيات على نشر وسائل التدريب في السويد وفي عام 1920 وفي السويد أيضا استخدمت تصريحات حديثة مثل الفيلم والعلامات المضيئة. عندما طالبت المرأة بحقوقها بعد ذلك أصبحت الأدوات الشعبية مثل كشتبان والقلم الرصاص وأدوات المائدة والمرأة الجيب.

## الشبكة الدولية
في عام 1904 تم تأسيس اتحاد عالمي من أجل حق النساء بالتصويت في برلين. واحدة من أهداف هذا الاتحاد هو العمل على تقليل مسافة حق التصويت بين الجنسين. يعمل هذا الاتحاد على توحيد كافة الحقوق النسائية وكذلك حقوق الأنصار المقيدة. وجد ان جميع المواطنين َمباشره-متابعة- من أجل حق المنظمات الأعضاء بالتصويت. وقد شكل الاتحاد منظمة مستترة كوسيلة هامة للغاية تدعم النساء الأتين من بعض الدول بسبب حقوقهم والذين يقيمون مؤتمرات ينظموها بأنفسهم من أجل شبكه عالمية. تعمل النساء الاجتماعيات على التوحد في مؤتمر النساء الدولي. وتم عقد أول مؤتمر للنساء الاشتراكيات عام 1907 في شتوتغارت تحت قيادة كلارا زتكين.كل ذلك من أجل النساء بالصورة التي ستتضمن جميع الطبقات الاجتماعية ذاتها لحق التصويت العام المعروف لدى المواطنين الذكور لرفقاء زتكين. وعندما تواجدوا في المؤتمر الثاني في كوبنهاغن عام 1980 تم إقرار يوم المرأة الدولي كيوم الصراع من أجل حق النساء بالانتخاب. وَنظمت أولى المظاهرات في بعض الدول من أجل حق النساء بالانتخاب.
حماية حقوق المرأة في القانون الدولي
حماية حقوق المرأة في القانون الدولي تحرير
جعل ميثاق الأمم المتحدة ، الذي تم تبنيه عام 1945 ، المساواة بين الرجل والمرأة إحدى الضمانات الأساسية لحقوق الإنسان.
في عام 1948 ، أكد الإعلان العالمي لحقوق الإنسان أن لكل فرد الحق في الحقوق التي أعلنها "دون تمييز من أي نوع ، ولا سيما (...) الجنس (...)" .
في عام 1967 ، تبنت الدول الأعضاء في الأمم المتحدة إعلان القضاء على العنف ضد المرأة ، والذي يؤكد أن العنف ضد المرأة هو انتهاك لحقوق الإنسان .
في عام 1979 ، تبنت الجمعية العامة للأمم المتحدة اتفاقية القضاء على جميع أشكال التمييز ضد المرأة وأعلنت في ديباجتها أنه على الرغم من وجود العديد من الصكوك ، لا تزال المرأة لا تتمتع بحقوق متساوية مع الرجل.
يحظر الميثاق الأفريقي لحقوق الإنسان والشعوب (ميثاق بانجول) الذي اعتمدته منظمة الوحدة الأفريقية في عام 1981 التمييز على أي أساس ، بما في ذلك التمييز بين الجنسين ، في التمتع بالحقوق التي يضمنها.  تنص المادة 18 منه على وجه التحديد على التزام الدول الأفريقية "بضمان القضاء على جميع أشكال التمييز ضد المرأة وضمان حماية حقوق المرأة والطفل على النحو المنصوص عليه في الإعلانات والاتفاقيات الدولية".

## إلغاء الطبقات والجنسيات
محاولة النساء بشكل عام الحصول على حقوقهن تداخل مع محاولة إلغاء الرجال لحقهن في الانتخاب في عام 1906 تم تنفيذ حق التصويت العام بالنسبة للجنسين في عدد محدود من الدول، مثل جراندوكلو الفنلندية المرتبطة بروسيا في هذا الوقت. واضطر الرجال للدخول في صراع طويل من أجل الحيلولة دون تكريس هذا الحق بدعم من النساء اللائي المحرومات إلى حد ما الحق في الاختيار. وبعد أن كرست فرنسا وسويسرا على هذا الحق، تحولت مطالب النساء في بعض الدول الأوروبية إلى أولى دعائم الديمقراطية إن النساء عندما تحتجن للدعم والمرتبط بأن الرجال التي تحتاج لتعميم حقوقها بالانتخاب فإنهم يلتفتون عن كثب بحق النساء باستخدام التصويت. ومن اجل فرض حق العمال بالاختيار فيشعرون بالقلق من أن يمثل حق النساء بالانتخاب عائقا. اهتمت المرأة الليبيرالية في بعض الدول بحق الانتخاب. ولكى َيدرس القبول المشترك للسياسيين الليبيراليين كنتيجة لذلك وَوجد أن الوضع الاجتماعي والتعليمي في المشاركات السياسية أصبح مرتبطا بشكل واضح. وفي هذه الحالة وعلى الرغم من محدودية غالبية المواطنين النساء الذين طالبوا بحق زملائهم في الاختيار.تحقق في المرحلة الأولى إلغاء الجنس (النوع) تلك الخطوة التي َترى بمثابة الخطوة الأولى من قبل المدافعين عن حقوق بعض النساء، وبعد ذلك عقبه الحصول على الحق العام بالانتخاب. الأمر الذي فتح المجال للأسئلة بشكل عام في أوروبا، هل من اللازم إعطاء أولويه للنساء في حالة إذا كانوا من الطبقة العاملة؟ الأمر الذي جعل الجميع يشعر بالخوف من عواقب النتائج السلبية لكل هذه الأسئلة. ويخشى الاشتراكيون والليبيراليون قبل أي شئ من تحقق مصالح المتطرفين وأصحاب المصالح من حق النساء بالتصويت وتخشى الأحزاب المحافظة من خطورة تعزيز الأحزاب اليسارية والليبيرالية بفضل حق التصويت الذي سيتم منحه للنساء.

## القيود الخاصة بالنساء
وقف الرجال في كل الدول تقريبا بشكل متحفظ معترضين في الوقت ذاته على مطالب النساء بالمشاركات السياسية. وهكذا في حين أن السياسة الخاصة بعالم الرجال تنساق للحقوق الطبيعية للمرأة التي ترى أنها تناسب أعمال المنزل. ولم ترغب أغلبية كبيرة من الرجال بمشاركة النساء مسؤوليتهم وفي المقام الأول زوجاتهم. ويعتقد الرجال بأنهم ليس باستطاعتهم أن يتخذوا قرار مستقل بسبب الأدوار الاجتماعية للنساء. ويقر المصلحين الإنجليز بحق المرأة في الاختيار والمتعلق بأعمال الإصلاح عام 1867 والتي ربما تكون سبب للانقسامات السياسية بين الزوجين في العائلة. ولهذا السبب حصلت النساء العازبات والمطلقات والأرامل على حق الاختيار أولا في إسكندنافي وإنجلترا ومثلت السيدات المتزوجات مع الأسباب الإدارية أزواجهن. صارعت النساء ضد العوائق التي تتبع مع الجنسيات ولا يتعرض الرجال لأى نوع من شاكلة هذه العقبات. حصلت الأمهات في بلجيكا وإيطاليا وبلغاريا الأرثوذكسية على حق الانتخاب المحلي، وعدم حصول الأمهات في هذه الدول على هذا الامتياز أصبح أكثر قيمة في المجتمع بالمقارنة مع كثير من النساء. ولم يعارض الرجال في أي وقت لهذه الفكرة. ناقشت المرأة البرلمانية جميع الأشكال التي من الممكن أن تجعل التصنيف خاص للمرأة من أجل تقليل نتائجه الغير متوقعه فيم يسمى بحقها الانتخابي. في بعض البلدان مثل اليونان َوضعت شروط للتقييم التعليمي السليم من أجل النساء، واضطرت النساء لإثبات تعليمهم الدراسي على عكس الرجال المنتخبين. وتطبق شروط السن من أجل النساء أحيانا في إنجلترا والمجر وأيسلندا.كذلك استخدمت النساء التي تتراوح ما بين 30إلى 40 عاما حقهم الانتخابي. وبشكل أخر كشرط أخلاقي أيضا. حرمت «نساء الشوارع» في النمسا وإسبانيا وإيطاليا من حق الانتخاب مواجهة بذلك مع التمييز المفرطو في الوقت ذاته استخدم غير الأعضاء الحق باختيار هذه القيود.

## الحق في الانتخاب والترشح
يتوافق حق النساء بالانتخاب مع مفهوم إمكانية إتاحة الفرصة لها بمشاركة امرأة واحدة على الأقل من النساء البالغات بإحدى الدول بالتصويت السياسي. وبعبارة أخرى لديهم الحق في الاختيار بقدر مساو مع الرجال.بدأ صراع طويل للحركات النسائية التي بدأت في القرن 18 وذلك قبل حصول النساء على حق الانتخاب أثناء الثورة الفرنسية كان أوليمب دى جوجيس الذي تم إعدامه بسبب رؤيته لإحدى الكتابات الملكية التي نشرها إعلان حق المواطنين النساء والذي تم نشره بعد ذلك، هو المدافع العصري الأول الذي دخل في صراع من أجل حق النساء بالانتخاب. الأمر الذي مكن النساء لأول مره عام 1776 من الحصول حقهم الإنتخابى بولاية نيوجيرسى الأمريكية، ولكن َسلب هذا الحق عام 1807. وحصلت المرأة وبشكل دائم في عام 1838 على هذه الحقوق ولأول مره في مستعمرة بريطانية في جزيرة تقع جنوب المحيط الهادي. اعترفت ولاية وايومنغ التابعة لدول الولايات المتحدة والمعروفة بأنها أول دولة معاصرة بحقوق المرأة عام 1869. واعترفت باريس أيضا عام 1871 بحقوق المرأة. وَسلب هذا الحق مجددا مع هجوم جنود الحكومة الفرنسية في الحادي والعشرين من مارس من العام ذاته. حصلت النساء في نيوزيلاندا التي تمثل مقاطعة إنجليزية على حق الانتخاب المَفعل. وحصلت أيضا ولأول مره في عام 1919 على حق الانتخاب السلبى بعد ذلك في عام 1894 قبلت جنوب أستراليا الذي يمثل مستعمرة في ذك الوقت على حق الانتخاب المَفعل والسلبى. وقبيل عام واحد اعترفت دولة أستراليا المؤسسة حديثا والتي أعلنت استقلالها الرسمي بانفصالها عن بريطانيا بعد الحصول على هذا الحق. هكذا أصبحت أستراليا أول دوله ذات سيادة تقبل بحق المرأة. أصبحت فنلندا مع التنظيم النيابي للمحافظة بتاريخ 1 يونيو عام 1906 أول بلد أوروبي يقبل حقوق المرأة. كانت فنلندا في ذلك الوقت إمارة مرتبطة بروسيا. وفي عام 1915 تم قبول حق النساء بالانتخاب في الدنمارك مع تغيير الدستور الدنماركي. حصلت النساء في النمسا مع القانون الألماني النمساوي للدولة ونظام الحكم في 12 نوفمبر عام 1918 على حق الانتخاب العام. ومع التحول لنظام الجمهورية وانهيار إمبراطورية النمسا-المجر تم البحث عن «حق التصويت والمباشرة والمساواة ومعاملة جميع المواطنين بشكل عام دون التمييز بين الأجناس» من أجل انتخابات المجلس الوطني الذي تأسس طبقا للمادة التاسعة من الدستور والتي سيتم انعقادها. الأمر الذي أوجز هذه الوثيقة ك«حق بانتخاب واختيار الدولة والمنطقة والحى ومجالس البلدية» في المادة التالية من مواد الدستور. وفي اليوم ذاته نشرت لجنة النواب بيانا من أجل الشعب الألماني. وَأعلن في هذا البيان أن كافة النساء والرجال الذين احتشدوا وهم في سن ال20 في الانتخابات التي َأجريت من أجل كافة المؤسسات الرسمية بعد ذلك مع القوة التي أعطتها السلطات الحكومية عند وصولها للسلطة أثناء «ثورة نوفمبر الألمانية» لديهم الحق في المساواة والتكتم والمباشرة والانتخاب العام اعتمادا على النظام الانتخابي المتوازن. باختصار تمنح الانتخابات بشكل قانوني الحق بالانتخاب مع التنظيم الذي أقره البرلمان الوطني الألماني الذي تمت تعيين قوانينه هناك في 30 نوفمبر لعام 1918.هكذا استخدمت النساء في ألمانيا حق الانتخاب الوطني لأول مرة في انتخابات البرلمان الوطني الألماني في 19 أكتوبر عام 1919.سَلب حق الانتخاب السلبى مرة أخرى من يد النساء عام 1933 مع استيلاء النازيين على السلطة.حصلت النساء في أمريكا على كافة حقوق الانتخاب على الصعيد الوطني عقب تغيير المادة 19 من الدستور عام 1920. وحصلت النساء في إنجلترا أيضا على حق بإمكانية التصويت في بعض الأوضاع الخاصة بشكل محدود عام 1919.بعد ذلك حصلت على حق التصويت بشكل كامل في 2 يوليو لعام 1928.حصلت النساء في تركيا على حق الانتخاب المَفعل عام 1930 وحق الانتخاب السلبى أيضا عام 1934.حصلت النساء في فرنسا عندما تجرئوا بفضل حلفاء الجيش الألماني في عام 1944 والنساء في بلجيكا أيضا عام 1934 والنساء في إيطاليا من نفس العام على حق الانتخاب. (حصلت النساء في إيطاليا على حق الانتخاب العام من قبل في عام 1925).توصلت النساء في الهند أيضا عام 1950 لحق الانتخاب. اضطرت نساء سويسرا للانتظار حتى الثاني من فبراير عام 1971 من أجل الحصول على حق الانتخاب على الصعيد الوطني. وبل أبنزل اينرهودن كانتون هذا الحق أولا عام 1990.بالإضافة لذلك قبلت ليختشتاين عام 1984 وكذلك أفغانستان عام 2003 بهذا الحق. امتلكت النساء في الكويت عام 2005 حق الانتخاب المَفعل والسلبى. وعلى الصعيد العالمي توجد لوحة زمنية لحصول المرأة على حقوقها على مدار 230 عاما الأخيرة لمختلف الدول.

## كوطا المرأة
تستخدم في مجال الموضوعات النسائية مثل تنظيم حصة الإيرادات المدفوعة. ويتمثل الهدف من تطبيقه هو تحقيق المساواة بين حقوق المرأة والرجل في المجتمع والسياسة والاقتصاد. وتمثل بذلك وسيلة لقياس معدلات التمثيل السياسي النسائي وخاصة في فترة الثمانينات، ولكن يمثل هذا المفهوم بشكل سلبى في المجالات. المعدل المنخفض للمعدل النسائي ربما يصبح 50% أكثر للرجال. فعلى سبيل المثال، هناك خمسة أماكن مخصصة للنساء وخمسة أخرين كإضافة، يعنى هناك عشرة أماكن شاغرة. فلو كنت ستنتخب خمس نساء فسيتم تخصيص مكان من أجل خمس رجال على الأكثر. ولو تم اختيار أربعة نساء فقط، ولو كان هناك خمسة أماكن شاغرة يتم انتخاب أربعة رجال. تترك الأماكن الشاغرة حتى الانتخابات المقبلة على هذا النحو المقسم للسيدات. المعدل الطبيعي تهيمن عليه النساء بنسبة أكثر من 50%.

## خلفيات
اتخاذ قرارات سياسية أو أي شيء من هذا القبيل وأجناس النساء وتبعياتها المرتبطة بذلك والراغبين في التركيز على العوامل الاجتماعية على النحو التالي:
1. يجب ألا تَقارن (تَقاس) الأجور أو القوة من خلال النظر للمعدلات في المجتمع.
2. المجالات المتعلقة بالنساء في وضع سيء في السياسة والإقتصاد بسبب عددها القليل. ولهذا السبب يجب العمل على زيادة أعداد السيدات في المجتمعات والجلسات ذات القرار. يَفهم وفقا لهذا الكلام وبشكل أساسي سيكون من الممكن حصول النساء على مجالات بشكل أفضل من الرجال.
3. بالإضافة لذلك فإنه ليس من الممكن زيادة عدد النساء المشاركات في الاجتماعات وجلسات القرارات بالطرق الطبيعية لأن النساء أصحاب فرص أقل في الثقافات الغربية المرتبطة بالتقاليد الخاصة في بعض الأشياء ذو المعدل وللرجال أيضا.

## المناقشات
هناك موضوعات محل جدال وهي كالاتي:

### المعدل والعدالة
أنصار هذه القضية شرعوا في البدء بهذا النقاش كنتيجة عاجله أو تخفيف للمعدلات وقلة النساء في الأعمال الوظيفية. وعلى العكس تماما ينفصل الرجال عن هذا. وتم العمل على تقوية هذه النقطة عندما يقل معدل غالبية النساء عم تصبوا إليه من أهداف.

### الحكم المعدل والديمقراطية
يجب أن تمتلك النساء بوجب حق الانتخاب الأساسي الحق بالمساواة أيضا مع الرجال. هكذا يجب أن تكون فرص الرجال والنساء أكثر نجاحا.(الهدف الأصلي لهذه المناقشات هو ذاته بالفعل). المبدأ الأساسي لحق الانتخاب يمكن أن يختلط بالحق العام بالانتخاب الغير قابل للوصول من أجل مجموعة معينة مرموقة الشأن أو وظيفة معينة. هذا المثال يطبق بشكل فعلى في لبنان.هناك رئيس الدولة المسيحي كما توجد قواعد صارمة مثل أنه ينبغي أن يكون رئيس الحكومة مسلم سنى.

### المعدلوحقوق الملكية وحرية التعاقد
في حالة صلح المعدل النسائي بالطرق القانونية من أجل المؤسسات الخاصة، تم فرض قيود على حرية التعاقد وقانون الملكية الخاصة، على سبيل المثال في النرويج فإن معدل النساء في سياق مجلس الإدارة هو المنوط بذلك. وهكذا من أجل تنظيم (الدخول) لهذه العملية َسلبت من يدها عضوية مجلس الإدارة الذي تثق فيه بشكل مادى.من الممكن أن تعتبر هذه القيود اعتدال نسبى بالمقارنة مع الحق المتاح للمشاركين الذين يطبقون ذلك بشكل أساسي في ألمانيا، لأن هذه الأحكام القانونية المشار إليها لابد وأن تحددها نقابات العمال والموظفين بأعضاء مجلس الإدارة.

### إلغاء التمييز الطبقي والأجناس
فقدت حقوق المرأة بشكل عام بالتوازي مع تدهور حقها بالانتخاب من أجل الرجال في عدد قليل جدا من البلدان فقط، أَعطى لكلا الجنسين الحق بالانتخاب مثل فنلندا عام 1906 التي تمثل إماره كبيره مرتبطة بروسيا في ذلك الوقت. ولو امتلك الرجال الحق المطلق بالاختيار فتظهر النساء بالصراع من أجل ذلك. انفصلت قبل ذلك فرنسا وسويسرا عن هذه المجموعة بم في ذلك أوروبا التي يهيمن عليها الذكور أنفسهم مثل اليونان وبلغاريا. الديمقراطيات الاجتماعية في بعض الدول أصبحت المجموعة الأولى التي تدعم النساء في مطالبهم. ولكن تعمل على زيادة الصراع في إطار حق الانتخاب العام فقط من أجل حق النساء بانتخاب رؤساء في هذه المقابلة، يعنى تظهر من الرغبة في سياق توسيع حق الرجال بالانتخاب، وفي هذا الاتجاه خاصة أصبح كل ما قيل عند الحاجة لدعم النساء في هذا الصراع. وفي مقابل ذلك تحمل المفاوضات الجماعية لحق النساء بالانتخاب مخاوف ربما تكون تكون عقبة في سبيل الحصول على حقهم في كثير من الدول الليبيرالية إعطاء النساء حق الاختيار كان بشكل متواضع إلى حد ما. ولكن الشيء المهم: فقد قيم السياسيين الليبيراليين المشاركة السياسية مثل الغالبية التي تصر على حق الاختيار المرتبط بحالة (بالوضع) الاجتماعي والتعليمي. وبدأت النساء التي تنتمى إلى الطبقة البرجوازية الحصول على حقها المحدود بالانتخاب أخذ في الازدياد هذا بشكل أولى، كما أن المدافعين عن حقوق عن حقوق المرأة قد اتخذوا الخطوات الأولى وكانت عملية ستعقب برفع الحواجز (الحدود) بين الجنسين وبالحق العام بالانتخاب. المشكلة التي تمت مناقشتها في عامة أوروبا كانت تتمثل في إعطاء الأولوية للجنسية الخارجية أو الطبقة العاملة أو عدم إعطائها. وتخشى كل وجهات النظر السياسية من تحقق نتائج سلبيه. ويفكر السياسيين والليبيراليين قبل كل شيء بما سيستفيدون من حق النساء المحافظات والمتدينات بالانتخاب ولهذا السبب تخشى الأحزاب المحافظة من قوة الأحزاب الليبيرالية واليسارية بأصوات النساء، إضافة إلى أن حق النساء بالانتخاب يعتبر الخطوة الأولى في سبيل التحرر. وهذا في حقيقة الأمر سبب في إلغاء الحدود بين الطبقات.

### الإستراتيجيات (والطرق)
تعمل النساء في كافة الدول على رفع أصواتها فيم يخص مطالبها أولا بالصحف والنشرات. وقد يتحقق ما تصبوا إليه لكسب التأييد والقانون. الأمر الذي دفع المدافعين عن حقوق المرأة في الدول البروتستانتية لتفضيل توقيعهم للحملات. ولهذا السبب تم إعطاء حق الانتخاب للنساء في أيسلندا عام 1907ب100 ألف توقيع.في بعض الدول فقط (مثل هولندا وبريطانيا العظمى) تستمر بهم المظاهرات وأعمال العصيان في الشوارع حتى القرن 20.بدأت حركات التنوير في هذا الموضوع بالانتشار في السويد مع القصص المسرحية والحكايات. استخدمت السويد في القرن 20 الأفلام والإعلانات كوسائل نشر في هذا الموضوع. وقد كشفت السفراجات الإنجليزية الأساليب الأكثر إبداعا، فهم يفتحون محلاتهم الخاصة ويطورون «اتحاد اليهودية» ذو الألوان الأرجوانية والبيضاء والخضراء.لا يمكن أن تجد أي من المؤيدين ولكن تحاول العصيانات المدنية مثل تجاهل النشطاء الفرنسيين للقانون المدني الفرنسي ومقاطعة الضرائب. وجد الإنجليز فقط في الحركات الجماهيرية المتعلقة بهذا الموضوع. وفي الوقت الذي شاركت فيه الغالبية بذلك غادرت الأقلية التي تتراوح أعمارها بين 40-50 عاما للخارج.أخذ النواب الأسرى وكذلك ازالوا زجاج النوافذ من الأراضي وألقوها وأشعلوا النيران.بعد القبض عليهم تعقبوا مجموعة مضربة عن الطعام.عندما ينظر للجموع تكون مهمة من ناحية الحركات التي أقيمت من أجل إعطاء حق التصويت لهؤلاء النساء.عندما تم البدء بالتخطيط من ناحية النساء المتميزات وفقا لجنسهم، ظهرت الأصالة الجديدة/الشخصيات الجديدة مثل الموجودة في أوروبا. ولهذا السبب اضطرت للذهاب لتنظيم سياسي شرعي.

### الشبكة الدولية للمنظمات
تأسست في برلين عام 1904 وحدة بين الأمم من أجل حق التصويت للنساء. واحدة من الأهداف زادت البعد بين الأجناس فيم يتعلق بحق التصويت.مع حصول بعض مؤيدى الحظر وأيضا معطيين حق التصويت للنساء بشكل عام. وأصبح العديد من الأعضاء أعضاء من أجل الوصول لحق الانتخاب.كانت تهدف هذه الإتحادات الدولية للتجمع في إحدى الشبكات من أجل الدفاع عن حقوقها وللمجموعات النسائية في العديد من الدول.تداخلت بعض المنظمات الرئيسية للدول فقط مع نفسها. وبسبب ذلك تقع بولونيا مع جمهورية التشيك أو دول البلطيق ولا يمكن أن يَسمع من قبل أي شخص عن المطالب المستقلة فيم يتعلق بالحقوق السياسية من أجل النساء والرجال. اتخذت النساء الاشتراكيات في إطار «النساء العالميات».أقيم مؤتمر النساء الاشتراكيات الأول تحت قيادة كلارا زتكين في شتوتغارت عام 1907.سلبت الموضوعات الملحة مقل حق الانتخاب (العام) من أجل الطبقات الاجتماعية مع حق الانتخاب من أجل النساء. وفي الاجتماع الثاني في كوبنهاغن عام 1910 تقرر يوم (الثامن من مارس) الذي أعلن من أجل حق الانتخاب للنساء والذي يعد البداية للأيام النسائية الدولية «يوما للصراع».

### القيود النسائية المميزة
استجابت الرجال في جميع البلدان تقريبا مع المطالب نفسها للمطالب النسائية من حيث التورط في القضايا السياسية. ولهذا السبب فقد ظهرت قواعد مكررة«طبيعية» خاصة بالعالم السياسي للرجال وأصبح مصير النساء العمل في المنزل فقط. القسم الأكبر من الرجال لم يرغب بمشاركة النساء في أماكن العمل وخاصة زوجاتهم.إضافة إلى ان تعتبر الأدوار الاجتماعية للنساء لا يمكن تحديدها بشكل مستقل.قاتلت النساء بسبب تلطيخ الرجال مع الحدود المنشئة مع الأجناس.حصلت النساء ذوى الأطفال والمتزوجات في بلغاريا الأرثوذوكسية وفي بعض الدول الكاثوليكية مثل بلجيكا وإيطاليا قبل ذلك على حقها بالانتخاب والتي تعتبر أكثر قيمة وفقا للنساء التي ليس لديها أطفال. ولهذا السبب بدأت الخصوبة بالتفكير من قبل الرجال بشكل يعد رمزا للاستقلال.

### المادة 19 المضافة مندستور الولايات المتحدة الأمريكية
عرضت المادة ال 19 المضافة من دستور الولايات المتحدة الأمريكية في المؤتمر بتاريخ 1 يونيو 1919 وتمت إضافتها في 18 أغسطس عام 1920 لدستور الولايات المتحدة الأمريكية. أصبحت موافقة تينيس الذي وقع أهم عامل لقبول المادة في 36 ولاية. وصدق وزير الخارجية بينبريدج كولبى في 26 أغسطس 1920. وتحظر هذه المادة المضافة بعدم استخدام الحكومة والدول لحق الانتخاب بسبب جنس الشخص. وتعمل هذه المادة المضافة على توسيع حق النساء بالتصويت. النص بالإنجليزية (لا يجوز إنكار حق مواطني الولايات المتحدة بالتصويت أو أن تختصرها الولايات المتحدة أو أي ولاية على أساس النوع. ويكون الكونغرس سلطة منوط بها تنفيذ هذه المادة بالتشريع المناسب).

### تاريخها
ظهرت المادة المضافة مع عمل كثير من النساء النشطاء. وفي عام 1917 دعت مجموعة تسمى بالحراس الصامتين بالاحتجاج أمام البيت الأبيض على مدى 18 شهرا من أجل جذب انتباههم.في 9 يناير 1918 أعلن الرئيس وودر ويلسون عن دعمه من أجل المادة الدستورية المضافة. وفي اليوم التالي اعتمد مجلس نواب الولايات المتحدة مشروع المادة المضافة، ولكن لم يقبل مجلس الشيوخ بمناقشة هذه المسألة حتى شهر أكتوبر. وكان هناك توافق في الأراء بشأن تصويت مجلس الشيوخ ولكن تم رفض المادة المضافة بصوتين. وبناء على ذلك اجتمع الحزب الوطني للمرأة في انتخابات الخريف عام 1918 من أجل عدم انتخاب مجلس شيوخ مجددا والذي عارض منح المرأة حق التصويت. وعقب الانتخابات كان معظم أعضاء الكونغرس مؤيدين لحق المرأة بالتصويت. وفي 21 مايو عام 1919 قبل مجلس نواب الولايات المتحدة الأمريكية المادة المضافة ب 340 صوتا مقابل 89 89 صوتا وبعدها بأسبوعين قبل مجلس الشيوخ أيضا المادة ب 56 صوتا ل 25 صوتا. وفي 27 فبراير عام 1922 رغب بتمييز المادة المضافة، ولكن تم رفض الاقتراح من قبل المحكمة العليا بالولايات المتحدة الأمريكية.

### بعض الخطوات التاريخية
مثلت إمكانية توصل النساء لحق التصويت في نهايات القرن 19 مرحلة غايه في الأهمية من أجل حركة موضوع حقوق المرأة.
1. قَدم في 1893 للمرأة في نيوزيلندا حق الانتخاب وفي 1918 بحق أن تنتخب. ويشمل هذا القانون جميع النساء.
2. في عام 1902 اكتسبت النساء في النمسا حق الانتخاب.
3. في عام 1906 أصبحت فنلندا أول دولة أوروبية تعترف للمواطنين النساء بحقهم في الانتخاب والترشح. وفي تلك السنوات حملت فنلندا الدوقية المرتبطة بالإتحاد السوفيتى(روسيا) لقب دولة التي أدخلت أول امرأة في العالم لمجلس النواب. وفي عام 1907 نجحت 19 امرأة بالدخول لمجلس النواب.
4. اعطت أيسلندا المرتبطة بالدنمارك والدنمارك والنرويج في عام 1913 للمرأة حق التصويت في عام 1915.
5. عندما حصلت النساء في كندا بإستثناء كيبيك عام 1917 على حق الانتخاب وفي عام 1920 على حق الترشح.تم إعطاءالنساء في كيبيك عام 1940 الحق بالانتخاب والترشح.
6. حصلت النساء أيضا في بعض الأجزاء عام 1917 من الجمهورية السوفيتيه السابقة وروسيا على حق الانتخاب والترشح.تم استخدام هذا الحق لأول مرة في الانتخابات العامة لعام 1918.
7. أعطى لنساء النمسا في 12 نوفمبر عام 1918 حق التصويت، وفي الأيام التي تلتها.صار حق المرأة في ألمانيا في 30 نوفمبر 1918 مكفولا بموجب القانون واستخدمت النساء التصويت للمرة الأولى في انتخابات 19 يناير 1919.
8. تم الاعتراف في الدول بشكل عام مع التغيرات الدستورية التي دخلت حيز التنفيذ في عام 1920 في الولايات المتحدة الأمريكية بحق التصويت للنساء، وشاركت النساء في نوفمبر 1920 بأول انتخابات برلمانيه.[54]
9. في عام 1918 صارت أعمارهم فوق سن ال30 وفي عام 1928 ضمنت المملكة المتحدة حق التصويت بشكل كامل من أجل نسائها الذين حصلوا في بعض الحالات الخاصة على حقهم بإمكانية التصويت.[54]
10. وفقا لسلالات جنوب أفريقيا اعترفت المرأة القوقازية في عام 1930 للنساء وللعرق الهندي في 1984 والعرق الأسود أيضا في 1994 بحق التصويت.
11. فازت النساء في تركيا بحق الانتخاب في الانتخابات البلدية في 20 مارس عام 1930. ونظم عمدة القرية في القانون عام 1933 حق الاختيار وانتخاب مجلس قروى. وواصل النواب بالتغيرات الدستورية التي أجريت في 5 ديسمبر عام 1934 لحق الانتخاب والترشح في الانتخابات. وحصلت النساء الأتراك الذين شاركوا بانتخابات مجلس الشعب لأول مرة في 5 فبراير عام 1935 ب 18 مقعد.[55]
12. أعطى للمرأة بالتغيرات القانونية التي أجريت في فرنسا في 4 أكتوبر عام 1944 الحق بالانتخاب والترشح. واستخدمت النساء المشاركات بالانتخابات البلدية للمرة الأولى في 29 أبريل عام 1945 التصويت في الانتخابات البرلمانية لأول مره في 21 أكتوبر 1945.
13. شاركت النساء الإيطاليات التي بدأت استخدام التصويت في الانتخابات البلدية عام 1925 بأولى الانتخابات العامة عام 1946.
14. امتلكت النساء في البرازيل عام 1934 والفلبين عام 1937 والأرجنتين والمكسيك عام 1946 واليابان عام 1945 والصين عام 1947 وليبيريا عام 1947 ونيجيريا عام 1960 حق التصويت.[54]
15. وفي الوقت الذي تحقق فيه حصول النساء في سويسرا على حقهم بالانتخاب والترشح في 7 فبراير عام 1971، وجد أبنزل المرتبط بسويسرا في 1990 في كانتون.

## منشور حقوق المرأة والمواطنين
نشر الكاتب الفرنسي أوليمب دى جوجيس في يوليو 1791 (بيان بحقوق المرأة والمواطنين) كى يشرع المجلس الوطني الفرنسي القانون. في هذا القانون يراد بحث حقوق النساء من التساوي في المجال السياسي والاجتماعي .نَشر هذا المقال كنوع من رد الفعل على بيان حقوق الإنسان والمواطنين الذي تم إعلانه في أعقاب الثورة الفرنسية في 26 أغسطس عام 1781.تم تفعيل الحقوق والواجبات التي تضمنها الإعلان الأول من أجل المواطنين دون السن القانونية فقط. عَرف المواطنين دون السن القانوني في ذلك الوقت بالرجال. ولت تَعطى حقوق النساء بالانتخاب والدخول في المجالات الرسمية وحرية التملك، ولم تَقدم لهم الالتزامات العسكرية.
وتحتوى:
1. خطاب إلى الملك
2. حقوق المرأة
3. إعلان حقوق المرأة والمواطنين (للجمعية الوطنية)
4. مقدمة
5. المواد بين الأول والثامن عشر
6. الإضافات الأخيرة
7. شكل الاتفاق الاجتماعي بين الرجل والمرأة
8. مذكرتين.

## ملخص إعلان حقوق المرأة والمواطنين
- ماده1: تولد المرأة حرة وتتساوى من حيث الحقوق مع الرجال.
- ماده2: كل أهداف المنظمة السياسية حماية حقوق المرأة والرجل وتعارض هذه الحقوق للضغط وخاصة للحرية والتملك والأمن.
- ماده3: أساس قوة كل دولة الاعتماد على وحدة الرجال والنساء وكذلك وجودهم داخل البلاد.
- ماده4: تتشكل الحرية والعدالة من إدعاء كل شيء والخاص بقيمته. وبالتالي فلا تقتصر حدود التطبيق لحقوق الرجال بشكل معارض دائم للظلم. ويجب أن تَنظم الحدود في إطار من العقل والحكمة.
- ماده5: تحظر قوانين العقل والحكمة كافة أنواع المعاملات التي ربما تضر من أجل المجتمع، ولا يمكن منع أي شيء تحظره القوانين السماوية والتي تسمح بهذه القوانين.
- ماده6: يجب أن تكون عبارة الإرادة قانون عام. وينبغي أن يساهم كافة المواطنين من الرجال والنساء بتشكيل القانون بالوسائل الفردية أو الشخصية. ويجب أن يكون جميع النساء والرجال متساويين أمام القانون. ويجب على كل رتبة القبول بالمساواة المتعلقة بالموقع والرسميات.
- ماده7: لن يكون هناك أي مرأة خارج إطار هذا القانون. وستتهم وستعتقل وستحبس المرأة أمام القانون في أوضاع محددة. وستصبح النساء والرجال أيضا المرتبطة بهذه القوانين التي تمثل أحكامها بشكل قاطع.
- ماده8: يجب أن تتخذ العقوبة اللازمة والواضحة والمطلقة بالقانون فقط.
- ماده9: تطبق العقوبات القانونية على كل النساء المذنبات.
- ماده10: لن تتم دعوى بسبب القناعة حتى ولو كانت سياسه عامه. وستعاقب المرأة أيضا بالذهاب إلى حبل المشنقة. وبالقدر ذاته من حق المرأة أن تتولى المناصب العليا.
- ماده11: واحدة من المواد الأكثر أهمية لحقوق المرأة حرية التعبير عن الأراء والأفكار لأن هذه الحرية تكفل الارتباطات الأبوية المتمثلة مع أبناء الآباء. وبالتالي يمكن أن تقول كل النساء«أنا أم الطفل الذي ينتمى لنا» دون المساس البربرى الذي يصعب أن تخفيه الحقائق.
- ماده12: يكشف ضمان حقوق النساء والمواطنين فائدة كبيرة جدا. ولا يجب أن يكون هذا التأكيد حكرا للأشخاص التي تعترف بهذه الحقوق، ويجب أن تخدم مصلحة الجميع.
- ماده13: مساهمات النساء والرجال من أجل نفقات الدولة والمصروفات الإدارية متساوية. تساهم النساء في كافة الأعمال المطلوبة والمتعبة، ولهذا السبب تشارك أيضا في المهم والوظائف والكرامة.
- ماده14: يلزم على الرجال والنساء الضرائب الوسائل القانونية ذاتها والممثلة وكذلك يمتلكون الحق بتقرير ما يكون. المواطنات النساء ليست في الوجود فقط وإنما في الوقت ذاته في المؤسسات الرسمية وتحصيل الضرائب ويقبلون بذلك عندما يشاركون بشكل مساو لعملية تحديد المدة واستخدام هذه الأشياء.
- ماده15: النساء التي تمثل مع الرجال في دفع الضرائب لديهم الحق بالحصول على معلومات متعلقة بالأعمال المالية من أي موظف رسمي في الدولة.
- ماده16: إن الحقوق الغير مضمونة والفصل القوى الذي لم يحدد ليس دستور المجتمع.إذا لم يشارك غالبية الأفراد الذين يشكلون الدول في صياغة القانون، فإنه بذلك لن يكون قانوني وغير مجدى.
- ماده17: خاصية التملك بشكل مجموع أو منفصل هي حق لكلا الجنسين. و لا يجوز أن يحرم أحد من الميراث في البلاد.

## أهميته وتأثيره
لو حدد بيان حقوق النساء والمواطنين الذي يتكون من 17 ماده مع المقدمة والذي تم إعلانه عقب بيان عام 1789 جنسيته المعتقدة وأيضا وصفه بالشجاعة في كل مقدمة، عندئذ لم يصبح تصريح بسيط فقط من أجل النساء.في هذا البيان ذَكر كثيرا الجنسين اللذان يكونان الوطن. وقد تم وصف كلا الجنسين بشكل واضح أيضا باستخدام كلمات«المرأة والرجل» بدلا من كلمة أوليمب دى جوجيس. وذكرت المادة السابعة أنه ليس هناك أي تمييز بين النساء. وبينما تطالب النساء في كلا البيانين بحقها بمواجهة القمع وحق الملكية الخاصة والأمن المتساو والحرية بشكل دائم، عمد أوليمب دى جوجيس على تغيير مفهوم «الحرية» السلبى في إعلان عام 1789 إلى الشكل الإيجابي. وترتبط الحرية بالقيام بأى شيء دون إلحاق الأذى بالأخرين. وتعنى«الحرية والعدالة» في المادة الرابعة إعادة الشيء الخاص. وقد كانت المتطلبات لتلبية الحقوق المتساوية والمهام المتساوية المبدأ الأساسي لجوجيس. ولهذا السبب فقد أظهرت كلمة بيان جوجيس المَعلنة والهامة للغاية. «وللمرأة الحق في الذهاب لحبل المشنقة وأيضا أن تحتل مكانة مرموقة». وتنبع الأهمية التاريخية لبيان حقوق النساء والمواطنين من الإعلان العالمي لأول مرة لحقوق الإنسان الذي يمثل رغبة عامة من تمجيد المرأة والرجل. وتنعكس المناقشة النقدية للتنوير مع النظام الاجتماعي القائم. وتحتل الأماكن المختلفة في الأدب التاريخي تأثيرا كبيرا. ومن ناحية أخرى وفي الوقت الذي يشار فيه إلى أن بيان عام 1791 قد تجاهل تماما السياسة والذي نَشر بخمسة أمثلة فقط، فعلى الجانب الأخر يعنى هذا الإعلان قد تمت إثارته في جميع أنحاء فرنسا وخارجها. ويَرى في كثير من الوثائق التاريخية اليومية لإعلان جوجيس أنها تفتقر للجدولة. وقد وجد نيلور شرودر النص الذي لم يَلاحظ في المكتبة الوطنية الفرنسية لعام 1972 مكرا ونَشر في عام 1977 باللغة الألمانية.

## التطور التاريخي لتعليم المرأة
أصبحت الفرص التي عرضت من أجل تعليم المرأة موضوع غير مألوف منذ فترة طويلة.في الماضى في العصور الوسطى والعصر القديم كان التعليم والعمل في أكاديمية من أجل النساء. وهو في حقيقة الأمر ليس وضع عادى ولكن ممكن. وصلت الطبيبات والمهندسات المعماريات والفلاسفة والروايات المتعلقة بالحكماء النساء الرواد من عصر الإمبراطورية الرومانية أو من اليونان القديمة أو من مصر القديمة حتى اليوم. وبعد أن بدأت المدارس والجامعات في المجتمع الإقطاعي للعصور الوسطى بالامتثال لتعليمات الكنيسة بشكل تدريجي، وبعد ما يقرب من قرن من الفرص التعليمية للمرأة أصبح من الممكن أن تَنقل المساعدات المالية للأسر إلى الدير أو عندما تَنقل أي بضاعة. وأصبحت أقصى المجالات التي يمكن أن تعمل بها النساء بشكل أكاديمي الطب والتعليم. الطبيبة الأكثر شهرة في العصور الوسطى والتي عملت كطبيبة في كلية الطب بساليرنو في القرن 11هى طورطولا دى روجيرو.كتبت كثير من المقالات عن الطب، وفي الوقت ذاته عكفت على الموسوعة الطبية براكتيكا برفيس مع زوجها وأبنائها. ويقع النص الرئيسى لمدرسة ساليرنو في القرن 12 في دى أجرتودينوم كوراسيون (المعاملات الطبية) والنصوص المدرسية السبعة للأستاذ الكبير. أصبح يان اموس كومينيوس سقفا لجمعية الإخوان البوهيمية بعبارة (الجميع يجد نفسه مضطرا لمعرفة كل المعلومات المتعلقة بكل شيء)«أومنيس، أمنيا، أومنينو» المتعلقة بكيفية توسيع المعلومات، واحد من الرواد في التاريخ من أجل تعليم النساء والفتيات. عند البدء بتوسيع فكرة التعليم الإلزامي العام ومدارس الدولة مع عصر التنوير فلن تتداخل النساء مع هذا التعليم الإلزامي ولن تستمر بداية المناقشة لفترة طويلة. وقبل ذلك تمكنت فتيات المدرسة الثانوية فقط بإنهاء دراستها والحصول على دبلوم من أجل الفتيات والشابات. وتقوم الفتيات في هذه المدارس بالاستعداد للحياة المنزلية. وتوجد أيضا في المناهج الدراسية دروس اقتصاد منزلي وصناعات يدوية للفنون الجميلة. ولم يَسمح لمزيد من الفتيات في المجتمع في هذا الصدد بالحصول على حق المعرفة. وبعد طلب حق المواطنة من أجل النساء، فقد رغبت بإمكانية خروج النساء للتدريب المهني الذي يفيد الرجال فقط حتى الآن مع مطالب الحركات النسائية الأولى. وعلى وجه الخصوص تمت مناقشة ومواجهة القرون السحيقة لفرص المرأة التعليمية في الجامعة. وقبل الحصول على التصريح فإن الهيكل الجسدي للمرأة والقدرة الفكرية ما إذا كانت كافية ومناسبة من أجل التعليم على هذا الشكل موضع نقاش. وفي عام 1840 جاءت أولى الطالبات المستمعات لجامعة زيوريخ وارتفعت التسجيلات اعتبارا من عام 1863.على سبيل المثال في عام 1892 تخرج الكاتب ريكاردا هاش من جامعة زيوريخ بأعماله التاريخية المعروفة. وفي عام 1849 تأسست جامعة لندن والتي تعد أول كلية للمرأة وما بين عامي 1780-1894 تقريبا استمرت العمليات التعليمية للمرأة في جميع أنحاء أوروبا بشكل عام.تأخرت فقط إمبراطورية النمسا-المجر وبروسيا في هذا الموضوع.بعض النساء الذين حفروا أسمائهم بأحرف من نور في عالم المعرفة:
ساعدت تشرين سلونج وو (1915) الفيزيائية النووية على إزالة المفاهيم الزائفة الموجودة فيم يتعلق بهيكل الكائنات المادي، ساعدت هينليلاى كويمبى (1891) بظهور الفيزياء الإشعاعية، وعملت زوليست جوكلين كران تحت ظروف غاية في الصعوبة من أجل دراسة السلوك الاجتماعي للحيوانات الصغيرة، جمعت عالمة الأحياء جازيس أندرسون يمرسون (1903) معلومات حول نقص الفيتامين في جسم الإنسان ودوروتليكا رودنيك من بين العلماء الموهوبين في مسألة نقل أعضاء الجنين من مكان لأخر.

## وصلات خارجية
- إتفاقية القضاء على جميع أشكال التمييز ضد المرأة
- لا للعنف ضد النساء
- إتفاقية حقوق الطفل
- إعلان الأمم المتحدة للقضاء على جميع أشكال التمييز العنصري